# هوگو فردیناند باس
هوگو فردیناند باس (به انگلیسی: Hugo Ferdinand Boss) (زاده ۸ ژوئیه ۱۸۸۵ - درگذشته ۹ اوت ۱۹۴۸) کارآفرین و طراح مد آلمانی بود، که در سال ۱۹۲۴ شرکت هوگو باس را تأسیس نمود.